# Tom Sandlund
Tom Henrik Eugène Sandlund, född 28 mars 1938 i Helsingfors, är en finlandssvensk sociolog. 
Sandlund var forskare vid Svenska litteratursällskapets nämnd för samhällsforskning 1964–1980, blev politices doktor 1976 och var professor i sociologi vid Svenska social- och kommunalhögskolan 1984–2003. Han har bedrivit forskning kring bland annat social mobilitet och etnicitet samt tvåspråkighet; bland arbeten märks Social Classes, Ethnic Groups and Capitalist Development (1976). Han var chefredaktör för Nya Argus 1992–2008.